# マドレーヌ・ベジャール
マドレーヌ・ベジャール（本名 Madeleine Béjart 、1618年1月8日 - 1672年2月17日）は、フランスの女優。17世紀の舞台女優として最も有名なうちの1人である。モリエールの初めての恋人。

## 生涯
17世紀フランスにおいて、演劇一家として有名であったベジャール家の出身。森林水資源監督庁の廷吏であった父ジョセフと肌着商人の母マリー＝エルベの間に、長女として生まれた。父が絶えず巨額の借金を抱えていたため、一家の生活は決して楽なものではなかった。1633年、15歳の時ピエール・ルノルマンと結婚しかけた。契約書まで交わしたが、立会人の署名がなかったため無効となった。この理由はわからないが、ルノルマンがマドレーヌの最初の男となったのは間違いがないようだ。
彼女がいつ頃から演劇の道に進んだのかは明らかでないが、1635年に出版されたジャン・ロトルーの悲劇作品の冒頭に、マドレーヌの賛辞の詩が掲載されていることを考えると、18歳時点で既に人気のある有名女優であったのではないかと考えられる。この頃には2000リーヴルもの収入があり、庭付きの家を購入するほどだったようだ。
叔母が詩人として名高いトリスタン・レルミットの兄弟と結婚したのをきっかけに、モデーヌ伯爵と知り合った。モデーヌ伯爵はルイ13世の弟、ガストン (オルレアン公)の侍従であった。1638年7月3日には、パトロンであったモデーヌ伯爵との間にフランソワーズという子供を出産し、伯爵もこの子供を自分の子供として認知したが、1639年には関係を解消せざるを得なくなった。主人であるガストンらによって企てられた枢機卿リシュリュー暗殺の陰謀が露呈し、伯爵自身の身にも危険が迫ってきたからである。危険が去ると伯爵は再びマドレーヌや。モリエールらと良好な関係を結ぶようになった。娘のフランソワーズがその後どうなったのかは、一切伝わっていない。
そして同じ頃、どのように出会ったのかはわからないが、モリエールと出会い、生涯に亘っての関係が始まった。このマドレーヌとの出会いがモリエールを演劇の道へ導いたとする説もある。
1643年6月30日、兄弟やモリエールらとともに「盛名座」を立ち上げ、共同で座長に就任した。一座結成の際の契約書によれば、彼女だけが演じる役を好きに選ぶ権利を有していたという。マドレーヌは元々悲劇女優として名前の売れていた女優であり、なおかつモリエールも悲劇を好んでいたため、当初盛名座は悲劇ばかりを好んで上演していた。しかし様々な悪条件が重なって、すぐに客足が鈍り、破産した。1645年8月には借金のためにモリエールは収監されている。そのため彼とその劇団はパリにいられなくなり、13年に亘る南フランス巡業が始まった。
南フランス巡業時代には、モリエールの才能を伸ばす努力を重ねたが、その一方で彼の色好みのおかげで、様々な気苦労に見舞われたと伝えられる。巡業中に加入した女優マルキーズ・デュ・パルクやカトリーヌ・ド・ブリーはともにかなりの美人であったらしく、モリエールが彼女たちに言い寄ったために、パリに戻ってきた1658年頃には、すっかり関係がもつれ合っていたのである。
パリに戻ってからは年配の女性を演じることが多くなったが、その一方で「はた迷惑な人たち」で泉の精ナイアードを演じたり、「ドン・ガルシ・ド・ナヴァール」のヒロイン役を演じてもいるので、その美貌は衰えていなかったようだ。しかしドン・ガルシ・ド・ナヴァールの1661年公開当時、すでに43歳になっていた彼女がヒロインを演じたことは、モリエールの敵対者たちに散々からかわれてしまった。
1662年1月にはモリエールがアルマンド・ベジャールと結婚した。アルマンドとマドレーヌとの関係は未だにはっきりわからないが、マドレーヌはこの結婚に際して示した反応は、2通り伝わっている。「結婚の話を聞いて常軌を逸した怒りを見せ、脅迫までして強硬に反対した」というものと、「モリエールの恋人カトリーヌ・ド・ブリーにモリエールを奪われた恨みを晴らすべく、彼をそそのかして結婚させた」というものである。この2つはどちらもマドレーヌに偏見を持った作者の手によるもので、信憑性に疑問はあるが、ショックを受けたのは間違いないと思われる。彼女は同年1月23日に交わされた結婚契約書に立会人として母マリー＝エルベとともにサインをし、持参金として1万リーヴルをアルマンドに持たせている。
その後も「守銭奴」や「プルソニャック氏」で役を演じて客席を沸かせていたが、1670年以降は初演に際しては名前が現れなくなった。1672年初頭、病に倒れた彼女は、死が近いことを悟り、遺言執行人としてモリエールの親友で、高名な画家であったミニャールを指名し、アルマンドを全財産の相続人とした。同年2月17日、死去。亡骸はサン＝ポール教会に葬られた。奇しくも1年後の同じ日に、モリエールも死去した。
ラ・グランジュの「帳簿」によれば、マドレーヌが息を引き取ったとき、モリエールとその一同はサン＝ジェルマン＝アン＝レー城にて「エスカルバニャス伯爵夫人」を演じていたとのことである。モリエールは彼女の死に目に会うことはできなかった。彼女の死は、モリエールに大きな打撃を与えた。

## 人物評
ジョージ・ド・スキュデリーは次のように評した:
こちらはタルマン・デ・レオーによる評:
この評が書かれたのは1657年のことである。地方巡業の劇団とは、当時南フランスを巡業していたモリエールの劇団のこと。第3の劇団とは、当時一流だったブルゴーニュ劇場、マレー劇場をのぞく劇団のこと。盛名座のことかもしれない。

## エピソード
モリエールの妻となったアルマンド・ベジャールと親子関係にあるのか、それとも単なる姉妹なのか、その関係を巡って長い間論争が行われてきた。モリエールの生前からすでにこの件は問題となっていたが、モリエールは当然として、彼に近しい者までこの件について沈黙しているため、様々な憶測を呼んできた。しかし決定的な資料は見つからず、未だにわからないままである。

## 主な演じた役
- 才女気取り - マドロン (1659年)
- ドン・ガルシ・ド・ナヴァール - エリーゼ (1661年)
- タルチュフ - ドリーヌ (1664年)
- 守銭奴 - フロジーヌ (1668年)